# Neotrichia negroensis
Neotrichia negroensis är en nattsländeart som beskrevs av Harris 1990. Neotrichia negroensis ingår i släktet Neotrichia och familjen smånattsländor. Inga underarter finns listade i Catalogue of Life.